# Scotophilus celebensis
Scotophilus celebensis (Sody, 1928) è un pipistrello della famiglia dei Vespertilionidi endemico dell'isola di Sulawesi.

## Descrizione

### Dimensioni
Pipistrello di medie dimensioni, con la lunghezza della testa e del corpo tra 75 e 80 mm e la lunghezza dell'avambraccio tra 62,5 e 64 mm.

### Aspetto
Non è nota in letteratura una descrizione accurata di questa specie, tuttavia è molto simile, sebbene più grande, a Scotophilus heathii. 

## Biologia

### Alimentazione
Si nutre di insetti.

## Distribuzione e habitat
Questa specie è endemica dell'isola di Sulawesi.

## Conservazione
La IUCN Red List, considerata l'assenza di informazioni recenti sull'estensione del suo areale, lo stato della popolazione, le minacce e i requisiti ecologici, classifica S.celebensis come specie con dati insufficienti (DD).